# Unité urbaine de Villeneuve-sur-Lot
L'unité urbaine de Villeneuve-sur-Lot est une unité urbaine française centrée sur la ville de Villeneuve-sur-Lot, une des sous-préfectures du département de Lot-et-Garonne au cœur de la deuxième agglomération urbaine du département.

## Données générales
Dans le zonage réalisé par l'Insee en 2010, l'unité urbaine était composée de treize communes, dont une, Castelmoron-sur-Lot, située dans l'arrondissement de Marmande et les douze autres dans l'arrondissement de Villeneuve-sur-Lot, subdivisions administratives du département de Lot-et-Garonne.
Dans le nouveau zonage réalisé en 2020, elle est composée des treize mêmes communes.
En 2022, avec 48 954 habitants, elle représente la 2e unité urbaine du département de Lot-et-Garonne, après celle d'Agen (1re rang départemental) et avant celle de Marmande (3e rang départemental) et occupe le 15e rang dans la région Nouvelle-Aquitaine, après l'unité urbaine de Dax (14e rang régional) et avant l'unité urbaine de Châtellerault (16e rang régional)..
En 2019, sa densité de population s'élève à 152 hab/km2. Par sa superficie, elle ne représente que 5,9 % du territoire départemental mais, par sa population, elle regroupe 14,6 % de la population du département de Lot-et-Garonne.

## Composition de l'unité urbaine en 2020
Elle est composée des treize communes suivantes :
| Nom                               | Code Insee | Département    | Statut       | Superficie (km2) | Population (dernière pop. légale) | Densité (hab./km2) | Modifier                                    |
| --------------------------------- | ---------- | -------------- | ------------ | ---------------- | --------------------------------- | ------------------ | ------------------------------------------- |
| Villeneuve-sur-Lot (ville-centre) | 47323      | Lot-et-Garonne | ville-centre | 81,32            | 22 004 (2022)                     | 271                | modifier les données · modifier les données |
| Allez-et-Cazeneuve                | 47006      | Lot-et-Garonne | banlieue     | 10,69            | 609 (2022)                        | 57                 | modifier les données · modifier les données |
| Bias                              | 47027      | Lot-et-Garonne | banlieue     | 12,29            | 2 965 (2022)                      | 241                | modifier les données · modifier les données |
| Casseneuil                        | 47049      | Lot-et-Garonne | banlieue     | 18,09            | 2 340 (2022)                      | 129                | modifier les données · modifier les données |
| Castelmoron-sur-Lot               | 47054      | Lot-et-Garonne | banlieue     | 23,25            | 1 830 (2022)                      | 79                 | modifier les données · modifier les données |
| Fongrave                          | 47099      | Lot-et-Garonne | banlieue     | 9,46             | 625 (2022)                        | 66                 | modifier les données · modifier les données |
| Lédat                             | 47146      | Lot-et-Garonne | banlieue     | 12,43            | 1 430 (2022)                      | 115                | modifier les données · modifier les données |
| Penne-d'Agenais                   | 47203      | Lot-et-Garonne | banlieue     | 46,71            | 2 495 (2022)                      | 53                 | modifier les données · modifier les données |
| Pujols                            | 47215      | Lot-et-Garonne | banlieue     | 24,98            | 3 776 (2022)                      | 151                | modifier les données · modifier les données |
| Saint-Étienne-de-Fougères         | 47239      | Lot-et-Garonne | banlieue     | 9,90             | 862 (2022)                        | 87                 | modifier les données · modifier les données |
| Sainte-Livrade-sur-Lot            | 47252      | Lot-et-Garonne | banlieue     | 30,94            | 6 518 (2022)                      | 211                | modifier les données · modifier les données |
| Saint-Sylvestre-sur-Lot           | 47280      | Lot-et-Garonne | banlieue     | 21,27            | 2 388 (2022)                      | 112                | modifier les données · modifier les données |
| Le Temple-sur-Lot                 | 47306      | Lot-et-Garonne | banlieue     | 16,91            | 1 112 (2022)                      | 66                 | modifier les données · modifier les données |

## Évolution démographique
L'évolution démographique ci-dessous concerne l'unité urbaine de Villeneuve-sur-Lot délimitée selon le périmètre de 2020.
L'unité urbaine de Villeneuve-sur-Lot a enregistré une évolution démographique nettement positive dans la période 1968-1990, puis une légère baisse entre 1990 et 1999, avant de connaître de nouveau une forte croissance  entre 1999 et 2008 approchant les 50 000 habitants et une baisse depuis.
| 1968   | 1975   | 1982   | 1990   | 1999   | 2008   | 2013   | 2019   | 2021   |
| ------ | ------ | ------ | ------ | ------ | ------ | ------ | ------ | ------ |
| 42 003 | 43 996 | 46 296 | 47 413 | 47 239 | 49 822 | 49 492 | 48 287 | 48 432 |

#### Données générales
- Unité urbaine
- Aire d'attraction d'une ville
- Aire urbaine (France)
- Liste des unités urbaines de France

#### Données démographiques en rapport avec l'unité urbaine de Villeneuve-sur-Lot
- Aire d'attraction de Villeneuve-sur-Lot
- Arrondissement de Villeneuve-sur-Lot
- Arrondissement de Marmande

#### Données démographiques en rapport avec le Lot-et-Garonne
- Démographie du Lot-et-Garonne